# Sphinctomyrmex asper
Sphinctomyrmex asper é uma espécie de formiga do gênero Sphinctomyrmex.